# Xã Boles, Quận Franklin, Missouri
Xã Boles (tiếng Anh: Boles Township) là một xã thuộc quận Franklin, tiểu bang Missouri, Hoa Kỳ. Năm 2010, dân số của xã này là 18.108 người.